# Híjar (gemeente)
Híjar is een gemeente in de Spaanse provincie Teruel in de regio Aragón met een oppervlakte van 165,36 km². De gemeente telt 1.724 inwoners (1 januari 2016). Híjar is de hoofdstad van de comarca Bajo Martín.
Albalate del Arzobispo · Azaila · Castelnou · Híjar · Jatiel · La Puebla de Híjar · Samper de Calanda · Urrea de Gaén · Vinaceite